# Jacques Farraudière
Jacques Farraudière (né le 27 janvier 1966) est un athlète français spécialiste du 400 mètres.

## Biographie
Jacques Farraudière remporte la médaille de bronze du 400 mètres lors des Championnats d'Europe juniors 1985. En 1993, il se classe quatrième de la finale du relais 4 × 400 m des Championnats du monde de Stuttgart aux côtés de Jean-Louis Rapnouil, Pierre-Marie Hilaire et Stéphane Diagana. Le relais français établit un nouveau record de France en 3 min 00 s 09. L'année suivante, Farraudière est membre de l'équipe de France du 4 × 400 m qui décroche la médaille d'argent aux Championnats d'Europe d'Helsinki.
Sa meilleure performance sur 400 m est de 45 s 71, établi le 21 août 1994 lors du meeting de La Chaux-de-Fonds.

## Palmarès
| Date | Compétition                   | Lieu      | Résultat | Épreuve   |
| ---- | ----------------------------- | --------- | -------- | --------- |
| 1985 | Championnats d'Europe juniors | Cottbus   | 3e       | 400 m     |
| 1993 | Championnats du monde         | Stuttgart | 4e       | 4 × 400 m |
| 1994 | Championnats d'Europe         | Helsinki  | 2e       | 4 × 400 m |